# Ulisse (Gounod)
Ulisse (Ulysse) è una composizione di Charles Gounod, destinata ad essere eseguita come musica di scena della tragedia omonima di François Ponsard.
La prima assoluta ebbe luogo alla Comédie Française il 18 luglio 1852 e fu un insuccesso.